# السدريين (مصدر)
السدريين هو دُوَّار يقع بجماعة سيدي أحمد الشريف، إقليم وزان، جهة طنجة تطوان الحسيمة في المملكة المغربية. ينتمي الدوّار لمشيخة مصدر التي تضم 9 دواوير. يقدر عدد سكانه بـ 609 نسمة حسب الإحصاء الرسمي للسكان والسكنى لسنة 2004.

## روابط خارجية
- البوابة الوطنية للجماعات الترابية
- المندوبية السامية للتخطيط